# Isotropidesmus rudis
Isotropidesmus rudis är en mångfotingart som beskrevs av Filippo Silvestri 1901. Isotropidesmus rudis ingår i släktet Isotropidesmus och familjen fingerdubbelfotingar. Inga underarter finns listade i Catalogue of Life.